# Said Halim Pascià
Pascià Said Halim (Il Cairo, 18 gennaio 1865 – Roma, 5 dicembre 1921) è stato un politico ottomano, Gran visir dell'Impero ottomano dal 1913 al 1917, nipote di Mehmet Ali, storicamente ritenuto il padre fondatore dell'Egitto moderno.

## Biografia
Nato a Il Cairo, in Egitto, il 18 gennaio 1865, Said Halim Pascià fu uno dei firmatari dell'alleanza turco-tedesca che determinò l'entrata dell'Impero ottomano nella prima guerra mondiale al fianco degli Imperi centrali. Rassegnò le proprie dimissioni dopo aver dato l'assenso a ospitare nei porti ottomani le navi tedesche Goeben e Breslau inseguite dalle navi Alleate, ma il sultano Mehmet V le respinse e Said Halim Pascià restò in carica fino al 1917, quando cessò la vita politica a causa dei continui scontri con i Giovani Turchi, allora a capo del governo ottomano.
Visto il suo coinvolgimento nell'alleanza con la Germania, la corte marziale turca del 1919-1920 lo accusò di tradimento e il 29 maggio 1919 lo condannò all'esilio in una prigione di Malta, da dove venne però liberato nel 1921 una volta assolto dalle precedenti accuse. Quando lasciò Malta, si stabilì inizialmente in Sicilia, in un hotel a Palermo e poi a Roma all'Hotel Excelsior. Fece inutilmente domanda per ritornare a Istanbul. Ritenuto dalla Federazione Rivoluzionaria Armena uno dei responsabili del genocidio armeno, venne assassinato a Roma dall'agente Arshavir Shirakian nell'ambito dell'operazione Nemesis. Alcune fonti tuttavia negano il suo coinvolgimento nel genocidio.